# Edward Charles Volkert
Pour les articles homonymes, voir Volkert.
Edward Charles Volkert, né le 19 septembre 1871 à Cincinnati dans l'Ohio et décédé le 4 mars 1935 à Old Lyme dans l'état du Connecticut aux États-Unis, est un peintre impressionniste américain, connu pour ces peintures de paysage et ces peintures animalières.

## Biographie
Fils d'un marchand originaire d'Alsace, Edward Charles Volkert naît à Cincinnati dans l'Ohio en 1871. Il étudie à l'Art Academy of Cincinnati auprès des peintres Frank Duveneck et Thomas Satterwhite Noble puis suit les cours de l'Art Students League of New York ou il a pour professeurs les peintres Henry Siddons Mowbray, George de Forest Brush et William Merritt Chase.
Il commence une carrière de peintre portraitiste, avant de se spécialiser dans le peinture de paysage et la peinture animalière. Pendant de nombreuses années, il voyage dans le Midwest et le Nord-Est des États-Unis afin de peindre les terres agricoles et les animaux de ces régions. Il possède un studio à New York, ou il est membre de la Bronx Art Guild, du National Arts Club (en), du Salmagundi Club, de l'académie américaine des beaux-arts, de la New York Watercolor Society (en) et de l'American Federation of Arts (en), et un autre à Cincinnati, ou il est membre du Cincinnati Art Club (en) et de la Duveneck Society of Cincinnati.
Durant les années 1910, il séjourne durant l'été dans la colonie artistique d'Old Lyme dans la ville du même nom dans le Connecticut. En 1922, il achète une maison sur place et y reste jusqu'à sa mort en 1935.
Ces œuvres sont notamment visibles ou conservées au Cincinnati Art Museum de Cincinnati, au Miami University Art Museum (en) d'Oxford, au Butler Institute of American Art de Youngstown et au Florence Griswold Museum d'Old Lyme.

## Œuvres

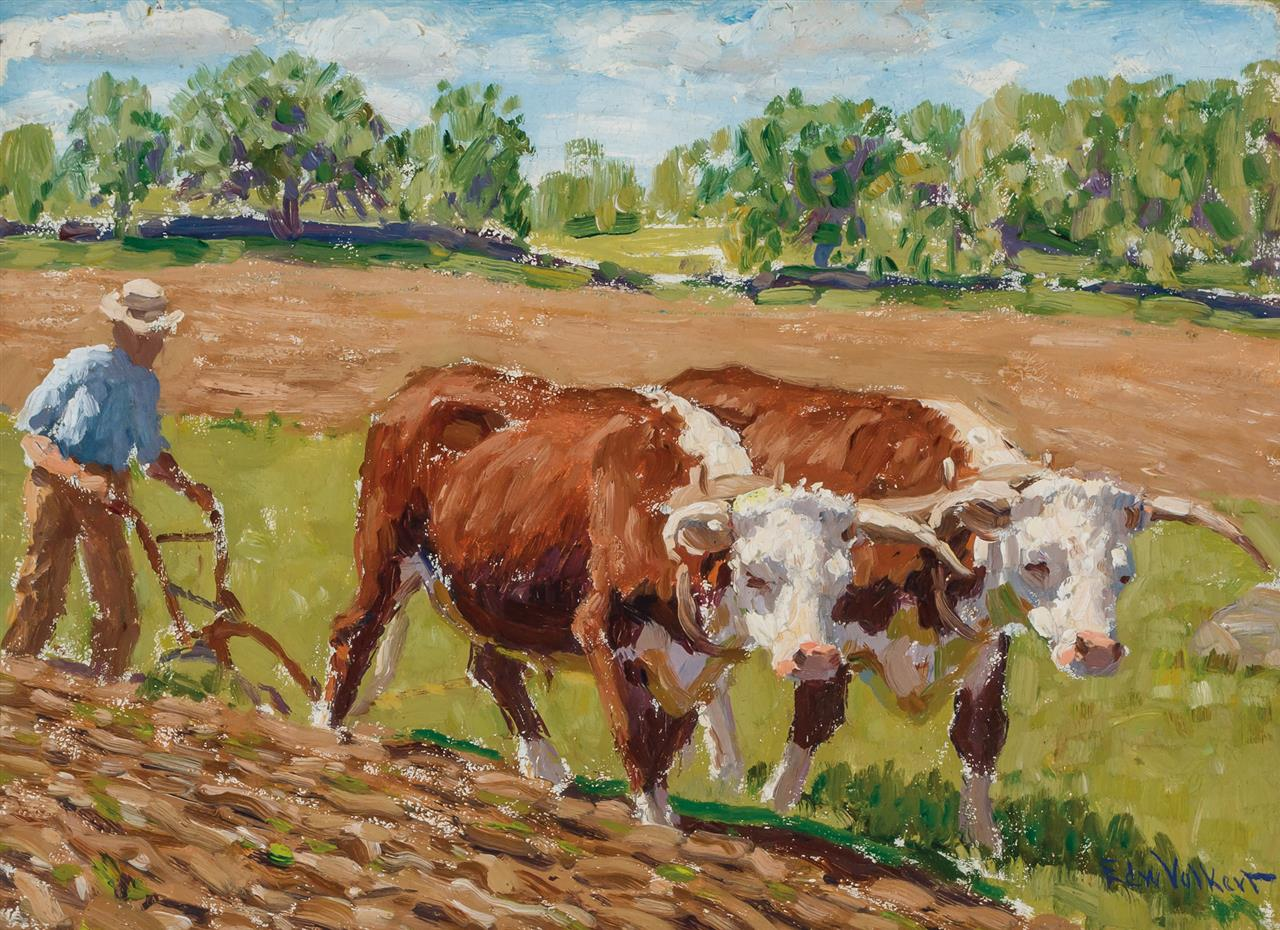
Spring Work, sans date
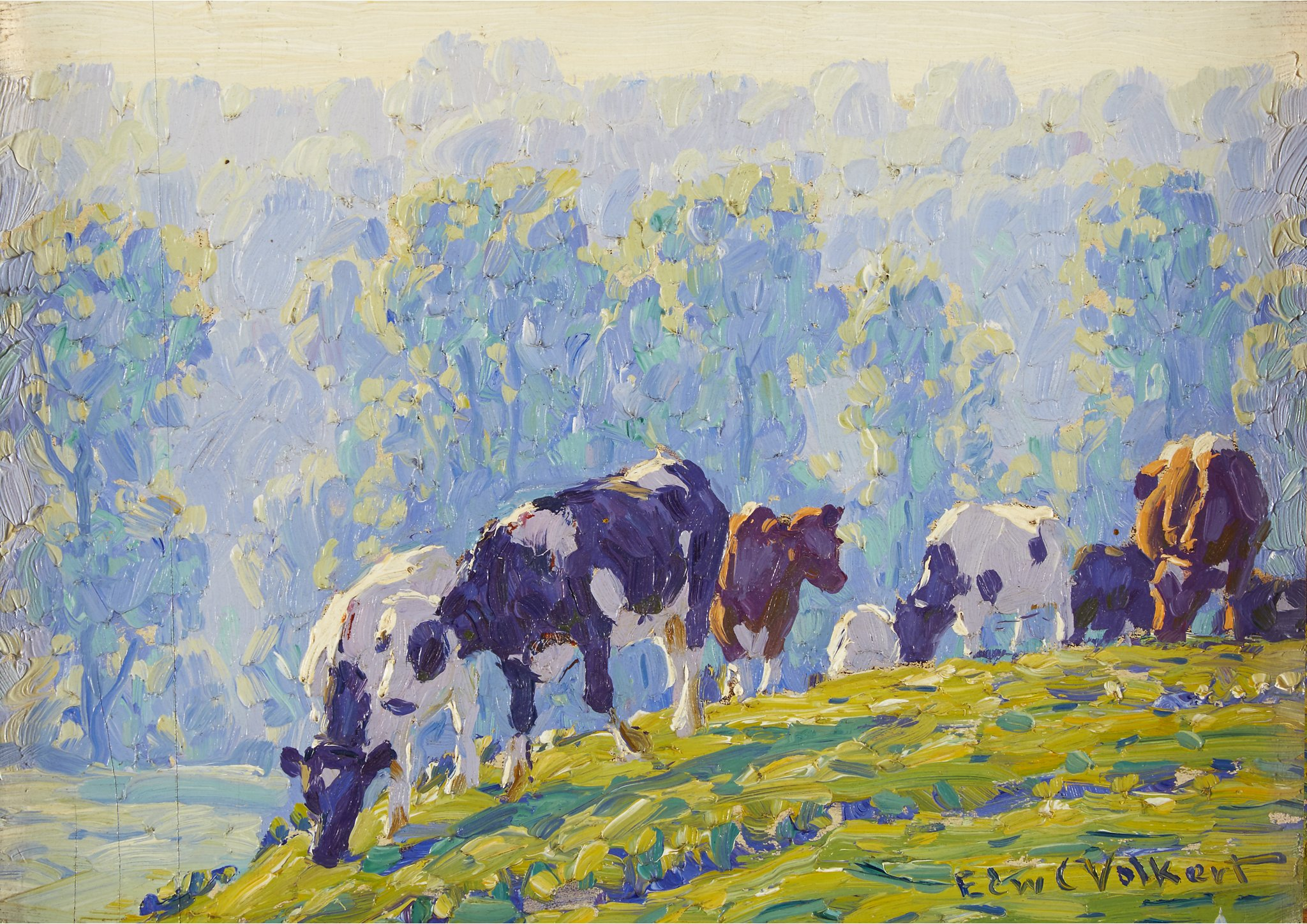
Summer Morning, sans date